# Brassia
Die Gattung Brassia gehört zur Familie der Orchideen (Orchidaceae). Die etwa 69 Pflanzenarten wachsen epiphytisch alle in der Neotropis. Einige Arten werden aufgrund ihrer großen Blüten gelegentlich kultiviert.

## Beschreibung

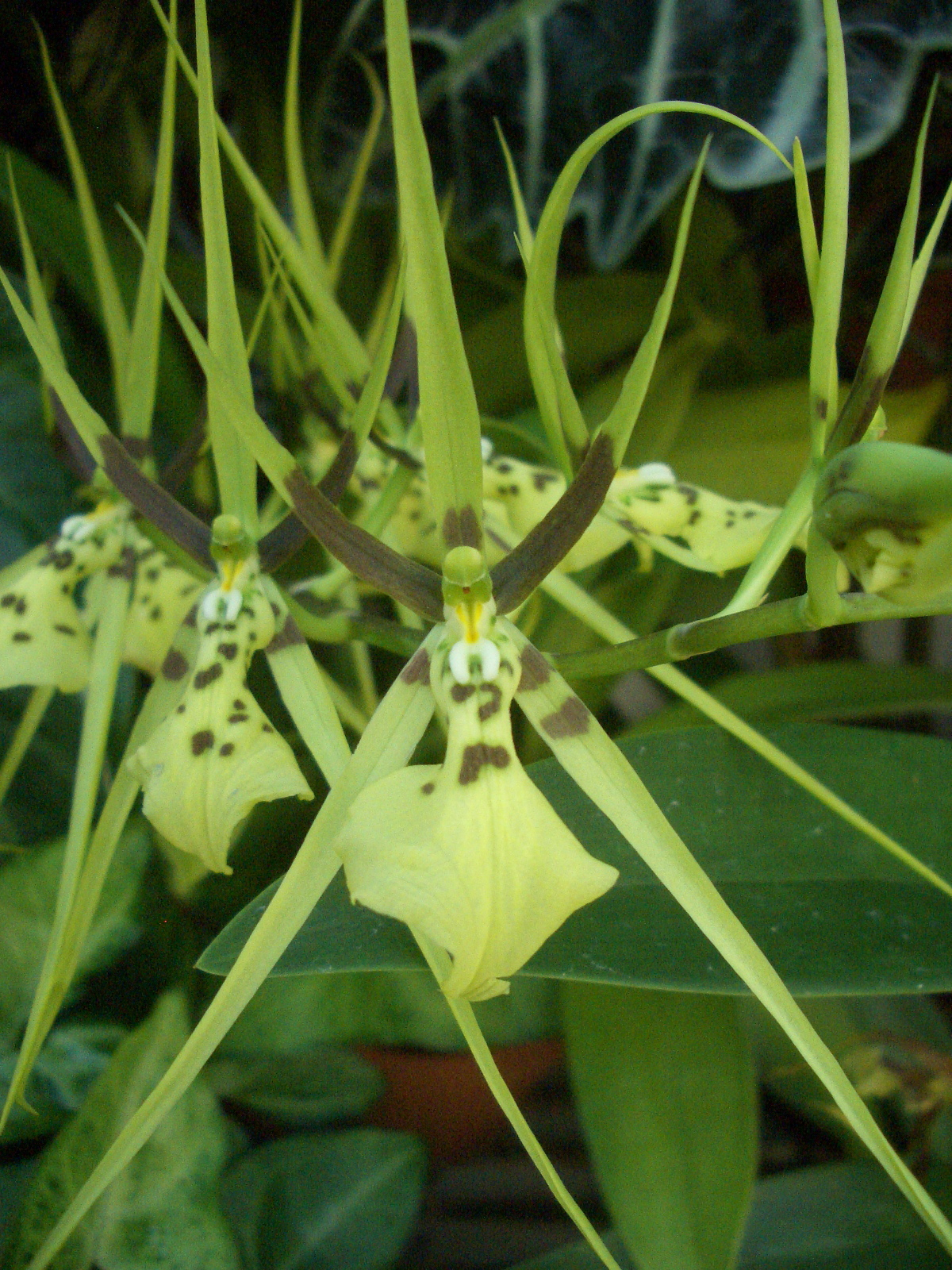
Brassia gireoudiana

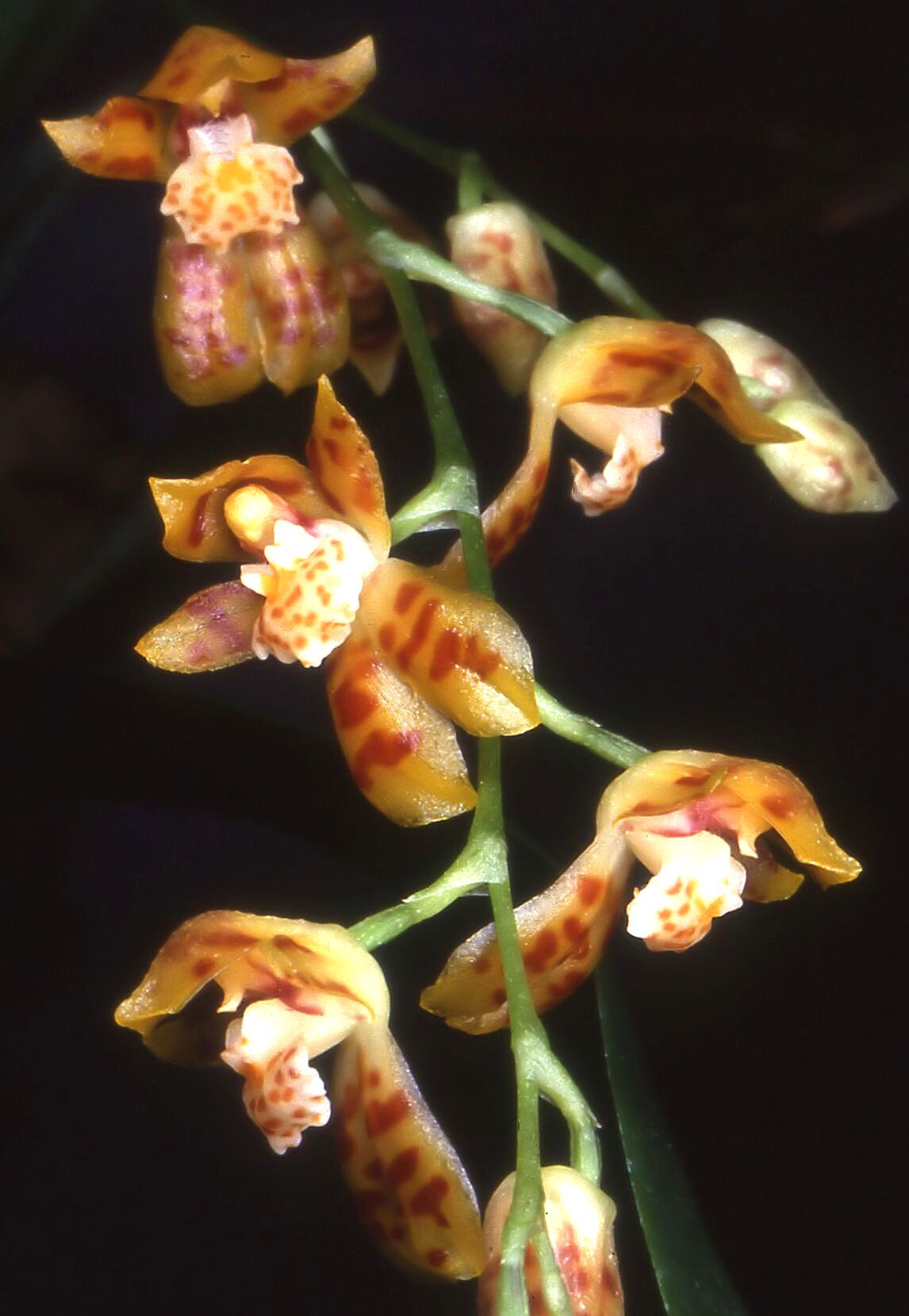
Brassia incantans

### Vegetative Merkmale
Brassia wachsen als relativ kleine, ausdauernde krautige Pflanzen. Alle Arten dieser Gattung bilden an einem kriechenden Rhizom Pseudobulben. Die Pseudobulbe stehen horstartig dicht beieinander oder sind durch längere Rhizomabschnitte voneinander getrennt. Die Pseudobulben sind oval und seitlich abgeflacht mit einem Grat auf jeder Seite; sie bestehen aus einem einzigen Internodium. Die Pseudobulben sind von Niederblättern umgeben, deren oberste laubblattartig ausgebildet sind.
Am oberen Ende der Pseudobulben sitzen je ein bis drei Laubblätter. Die Laubblätter sind glatt und in der Knospe längs der Mitte gefaltet. Die einfache Blattspreite ist lanzettlich mit stumpfem oberen Ende, an der Basis schmal zulaufend.

### Generative Merkmale
Der traubige, sehr selten etwas verzweigte Blütenstand erscheint seitlich aus der Basis der Pseudobulben. Die resupinierten Blüten sitzen zweizeilig an der Blütenstandsachse. Die Hochblätter sind klein. Die zwittrigen Blüten sind zygomorph und dreizählig. Die Blütenhüllblätter haben eine gelbliche oder grünliche Grundfarbe mit braunen Flecken. Die drei Sepalen sind schmal-linealisch, oft sehr lang, und nicht miteinander verwachsen. Die beiden äußeren Petalen sind schmal-linealisch, aber kleiner als die Sepalen, manchmal nach vorne weisend. Die Lippe ist oval, ungelappt, am oberen Ende spitz zulaufend. Auf der Lippe sitzt ein zweireihiger Kallus, der an der Basis zwei kleine Zähnchen oder Höcker ausbildet. Die Säule ist kurz, gerade und nicht geflügelt. Die beiden harten Pollinien sind über ein kurzes, breites Stielchen mit einem kleinen Haftorgan (Viscidium) verbunden.

## Ökologie
Von einigen Brassia-Arten ist bekannt, dass sie von Wegwespen (Pompilidae) bestäubt werden. Wegwespen aus den Gattungen Pepsis und  Campsomeris, deren Beute Spinnen sind, werden durch das Aussehen der Blüten getäuscht und greifen sie an. Beim Versuch, die Blüte zu greifen und abzutransportieren, werden der Wegwespe Pollinien angeheftet, bzw. schon am Körper des Insekts vorhandene Pollinien werden auf der Narbe platziert.

## Standorte
Die Arten der Gattung Brassia wachsen als Epiphyten in feuchten Wäldern von Meereshöhe bis in Höhenlagen von 1500 Metern

## Systematik, botanische Geschichte und Verbreitung

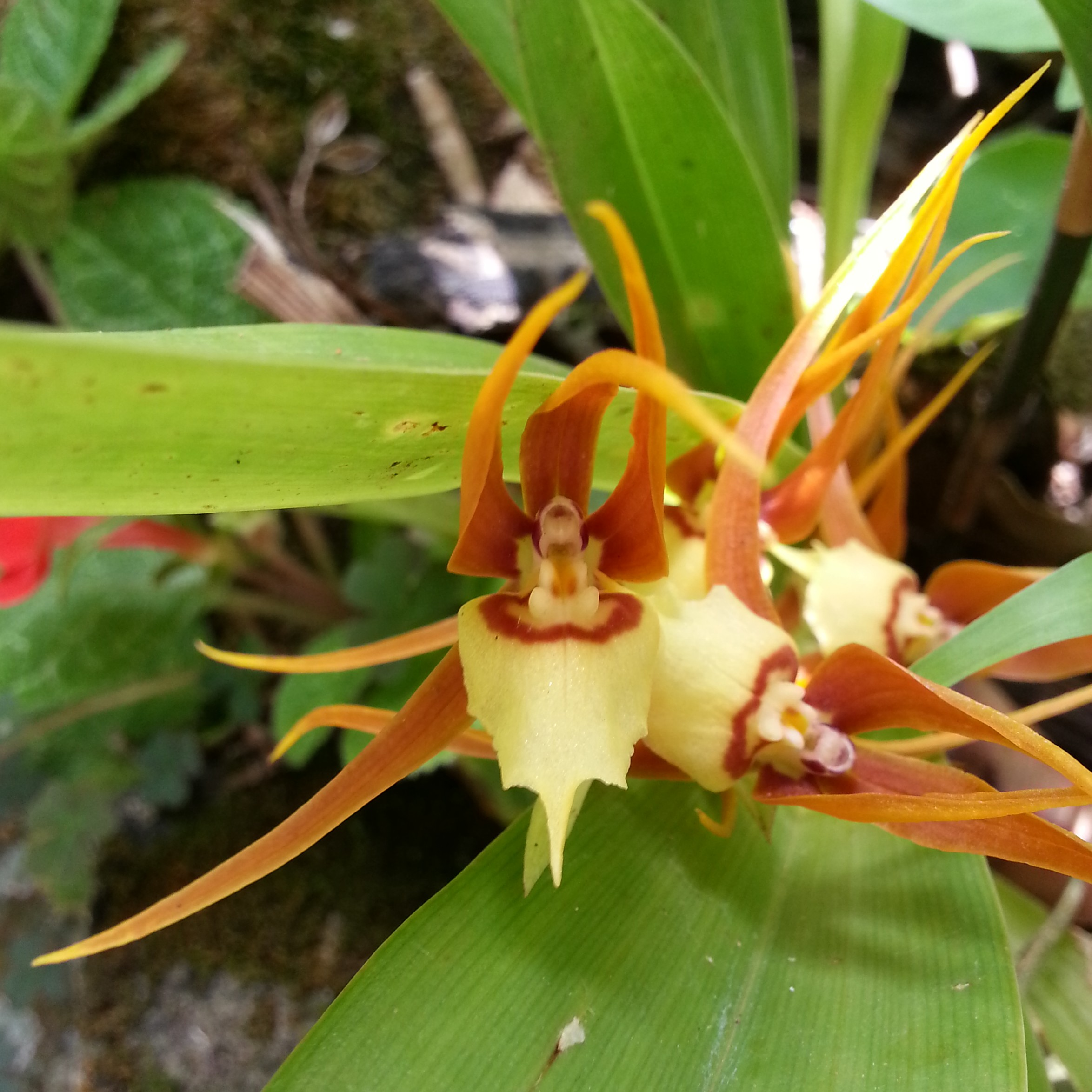
Brassia allenii

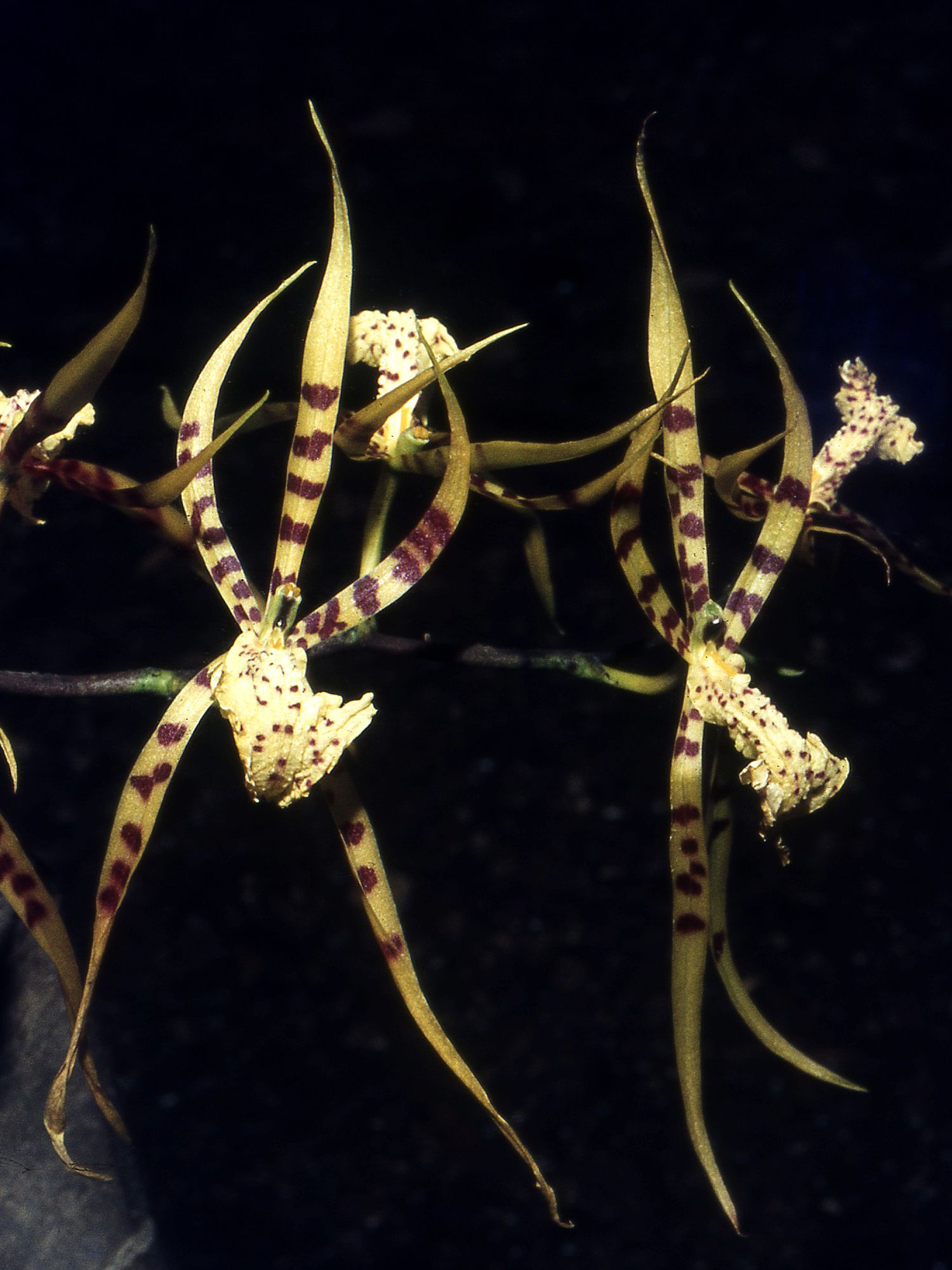
Brassia arachnoidea

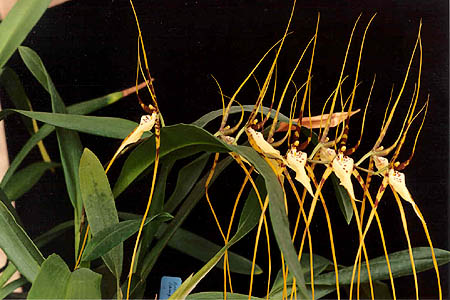
Brassia arcuigera

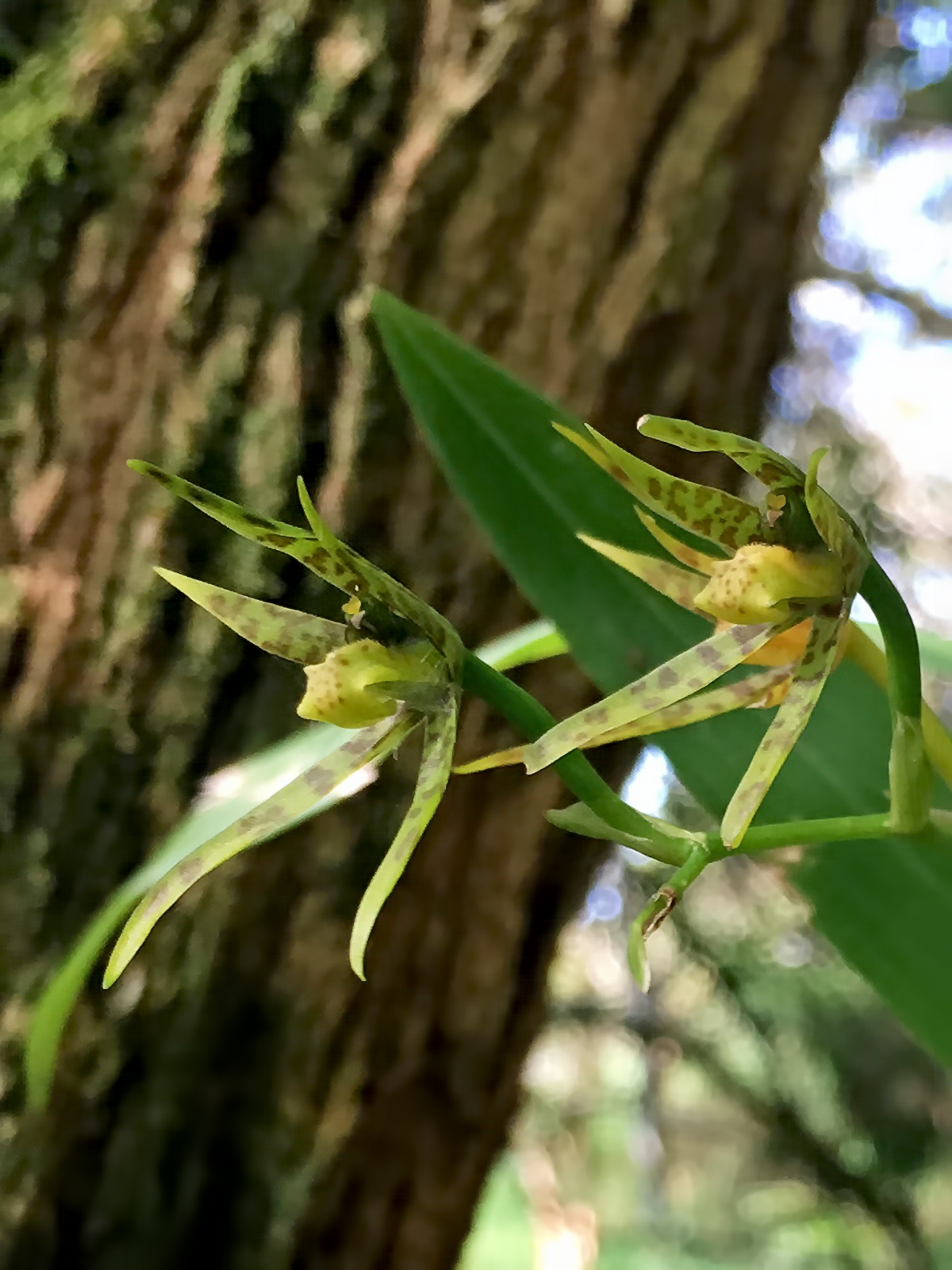
Brassia chlorops

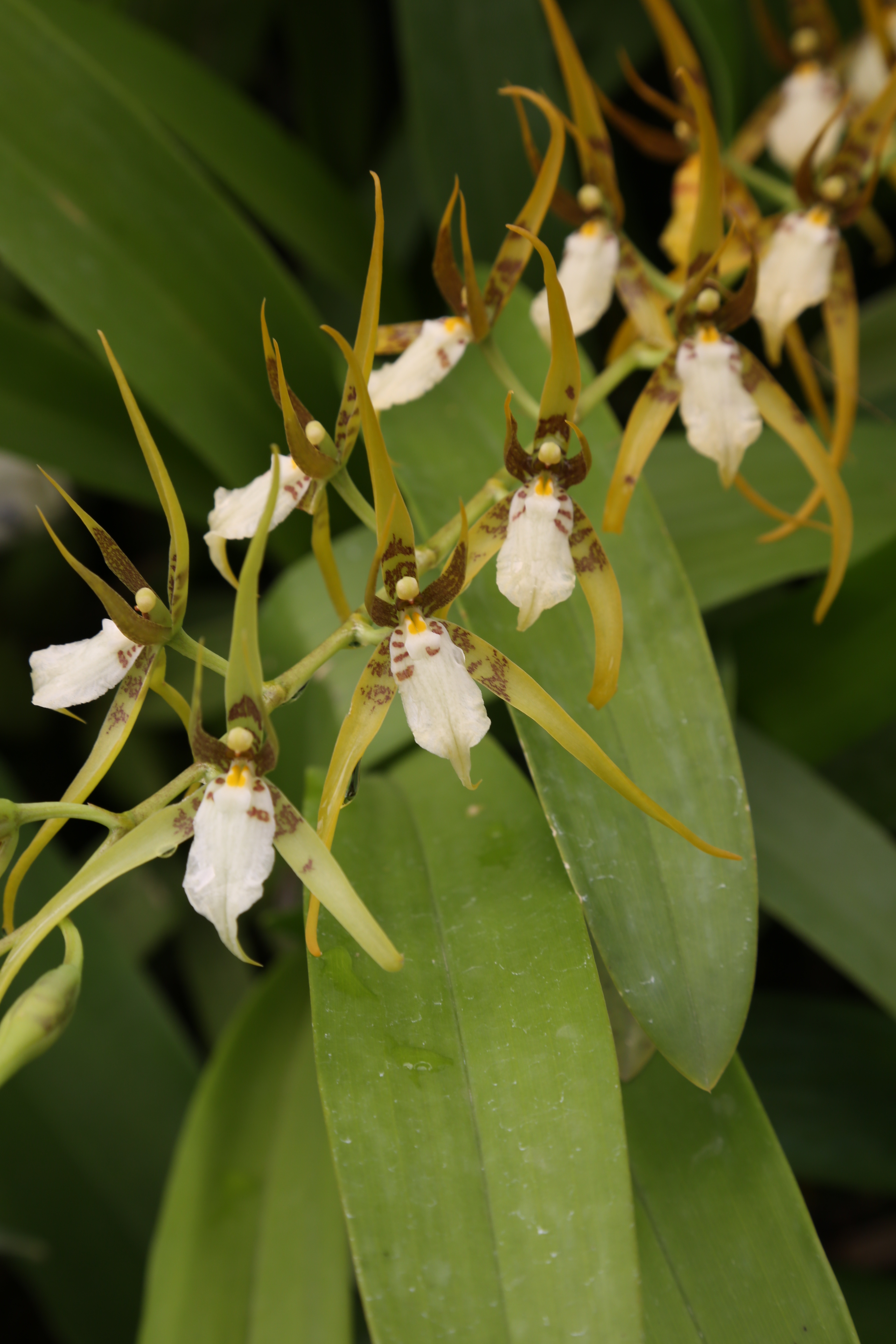
Brassia jipijapensis

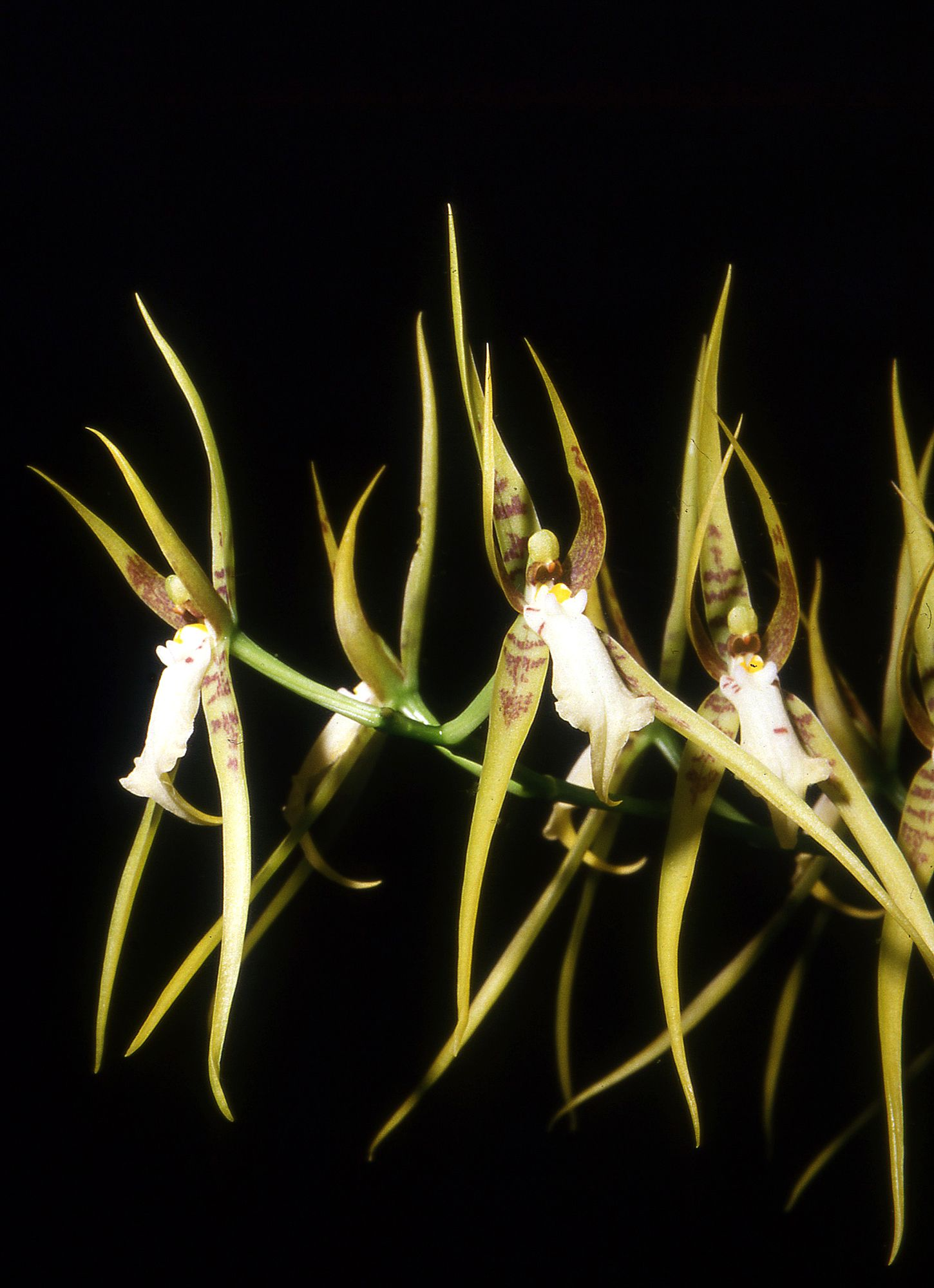
Brassia lanceana

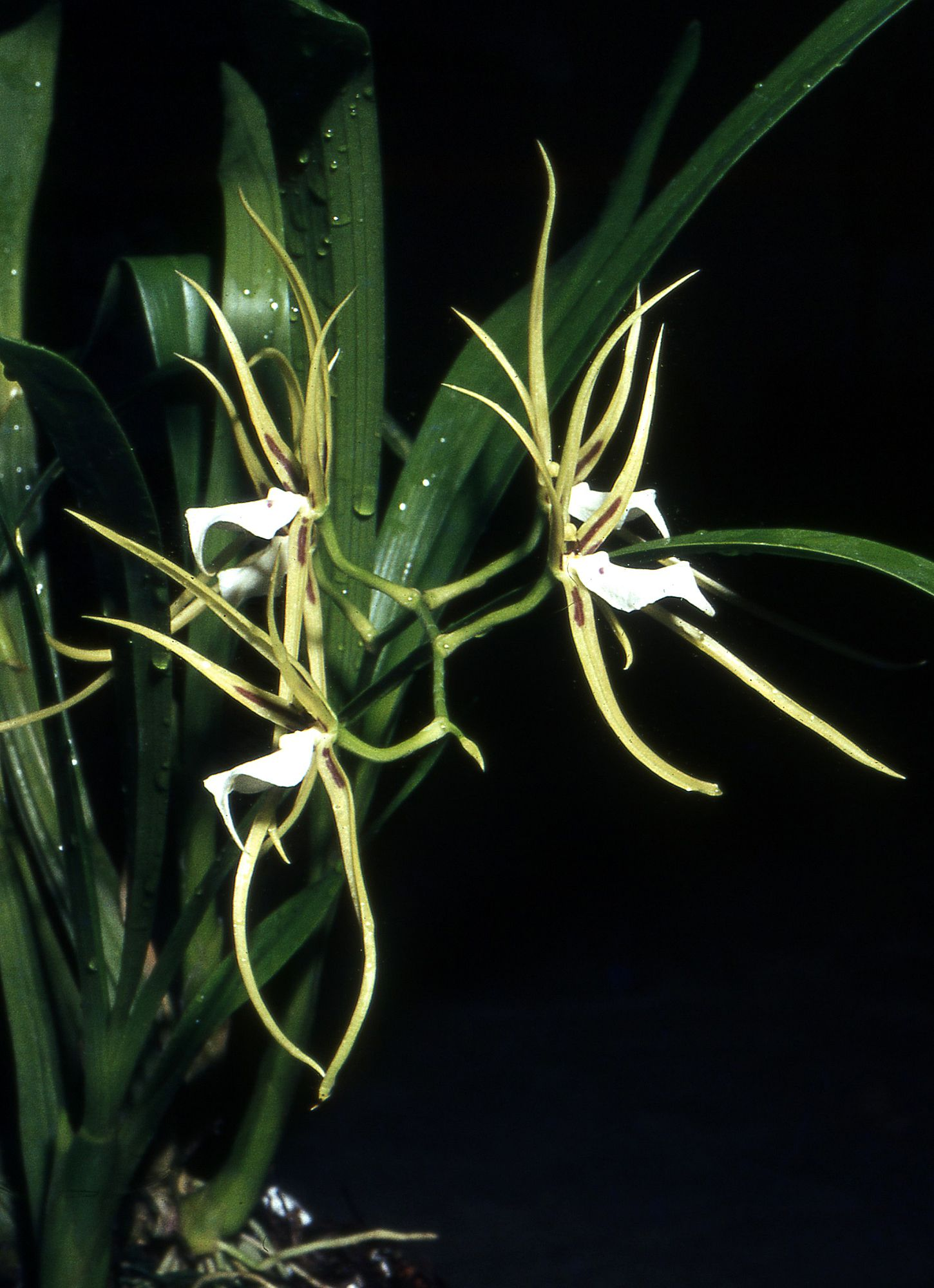
Brassia signata

### Taxonomie
Die Gattung Brassia wurde 1813 durch Robert Brown in Hortus Kewensis, 2. Auflage, Teil 5, Seite 215 aufgestellt. Der Gattungsname Brassia ehrt den englischen Gärtner und Pflanzensammler in Afrika William Brass (x - 1783) englischer Gärtner. Synonyme für Brassia R.Br. sind: Ada Lindl., Brachtia Rchb. f., Brassiopsis Szlach. & Górniak, Mesospinidium Rchb. f., Oncodia Lindl.

### Äußere Systematik
Die Gattung Brassia gehört zur Subtribus Oncidiinae der Tribus Maxillarieae und der Unterfamilie Epidendroideae. Eine Gruppe von Arten um Brassia glumacea wurde von Williams 1972 in die Gattung Ada eingeordnet. Weitere nahe verwandte Gattungen sind Aspasia, Cischweinfia, Miltonia und Systeloglossum.

### Arten und ihre Verbreitung
Die Arten der Gattung Brassia kommen nordwärts bis Mexiko und Florida vor, sie besiedeln weite Teile Zentralamerikas, Karibische Inseln und die Nordhälfte Südamerikas.
Es gibt etwa 69 Arten in dieser Gattung:
- Brassia allenii L.O.Williams ex C.Schweinf., Honduras und Panama bis Kolumbien[5]
- Brassia andina (Rchb. f.) M.W.Chase, Kolumbien bis Peru[5]
- Brassia andreettae (Dodson) Senghas, Ecuador.[5]
- Brassia angusta Lindl., Venezuela bis Guayana und nördliches Brasilien.[5]
- Brassia angustilabia Schltr., Panama und Brasilien.[5]
- Brassia arachnoidea Barb.Rodr., Brasilien.[5]
- Brassia arcuigera Rchb. f. (Syn.: Brassia antherotes Rchb.f.), Honduras über Costa Rica, Panama, Venezuela, Kolumbien und Ecuador bis Peru.[5]
- Brassia aurantiaca (Lindl.) M.W.Chase, Kolumbien, Ecuador und Venezuela.[5]
- Brassia aurorae D.E.Benn., Peru.[5]
- Brassia bennettiorum (Dodson) Senghas in F.R.R.Schlechter, Peru.[5]
- Brassia bidens Lindl., Guyana, Venezuela und Brasilien.[5]
- Brassia bowmanni (Rchb. f.) M.W.Chase, Kolumbien.[5]
- Brassia brachypus Rchb. f., Ecuador bis Bolivien.[5]
- Brassia brevis (Kraenzl.) M.W.Chase, Kolumbien und Ecuador.[5]
- Brassia brunnea Archila, Guatemala.[5]
- Brassia caudata (L.) Lindl.: Das große Verbreitungsgebiet reicht vom südlichen Florida über Zentralamerika und Karibische Inseln bis in die Nordhälfte Südamerikas.[5]
- Brassia cauliformis C.Schweinf., Peru.[5]
- Brassia chloroleuca Barb.Rodr., Guyana bis Brasilien.[5]
- Brassia chlorops Endrés & Rchb. f., Nicaragua bis Panama.[5]
- Brassia cochlearis (H.R.Sweet) M.W.Chase, Kolumbien.[5]
- Brassia cochleata Knowles & Westc., nördliches Südamerika.[5]
- Brassia cyrtopetala Schltr., Kolumbien.[5]
- Brassia diphylla (H.R.Sweet) M.W.Chase, Kolumbien.[5]
- Brassia dresslerorum Archila, Guatemala.[5]
- Brassia ecuadorensis (Garay) M.W.Chase, Ecuador.[5]
- Brassia escobariana Garay, Kolumbien.[5]
- Brassia euodes Rchb. f., Kolumbien bis Peru.[5]
- Brassia farinifera Linden & Rchb. f., Ecuador.[5]
- Brassia filomenoi Schltr., Peru.[5]
- Brassia forgetiana Sander, Venezuela bis Peru.[5]
- Brassia garayana M.W.Chase, Ecuador bis Peru.[5]
- Brassia gireoudiana Rchb. f. & Warsz., Costa Rica und Panama.[5]
- Brassia glumacea Lindl., westliches Südamerika bis Venezuela.[5]
- Brassia glumaceoides M.W.Chase, Kolumbien und Venezuela.[5]
- Brassia horichii (I.Bock) M.W.Chase, Costa Rica und Panama.[5]
- Brassia huebneri Schltr., Französisch-Guyana und Brasilien.[5]
- Brassia iguapoana Schltr., Brasilien.[5]
- Brassia incantans (Rchb. f.) M.W.Chase, Kolumbien, Bolivien, Ecuador, Peru.[5]
- Brassia jipijapensis Dodson & N.H.Williams, Ecuador.[5]
- Brassia keiliana Rchb. f. ex Lindl., Kolumbien bis Guayana.[5]
- Brassia koehlerorum Schltr., Peru.[5]
- Brassia lanceana Lindl. (Syn.: Brassia josstiana Rchb. f.), nördliches Südamerika.[5]
- Brassia lehmannii (Garay) M.W.Chase, Kolumbien und Ecuador.[5]
- Brassia macrostachya Lindl., Venezuela und Guayana.[5]
- Brassia maculata R.Br. in W.T.Aiton, Mittelamerika, Jamaika.[5]
- Brassia mendozae <(Dodson) Senghas, Ecuador.[5]
- Brassia minutiflora (Kraenzl.) M.W.Chase, Kolumbien.[5]
- Brassia neglecta Rchb. f., nördliches Südamerika.[5]
- Brassia ocanensis Lindl., westliches Südamerika bis Venezuela.[5]
- Brassia panamensis (Garay) M.W.Chase, Panama.[5]
- Brassia pascoensis D.E.Benn. & Christenson, Peru.[5]
- Brassia peruviana Poepp. & Endl., Peru.[5]
- Brassia pozoi (Dodson & N.H.Williams) Senghas, Ecuador und Peru.[5]
- Brassia pumila Lindl., tropisches Südamerika.[5]
- Brassia revoluta Č.Florián: Sie wurde 2022 aus Peru erstbeschrieben.[5]
- Brassia rhizomatosa Garay & Dunst., Venezuela.[5]
- Brassia rolandoi (D.E.Benn. & Christenson) M.W.Chase<, Peru.[5]
- Brassia signata Rchb. f., Mexiko und Peru.[5]
- Brassia suavissima Pupulin & Bogarín, Costa Rica.[5]
- Brassia sulphurea (Rchb. f.) M.W.Chase, Venezuela.[5]
- Brassia thyrsodes Rchb. f. (Syn.: Brassia boliviensis Schltr.), Bolivien.[5]
- Brassia transamazonica D.E.Benn. & Christenson, Peru.[5]
- Brassia verrucosa Bateman ex Lindl., Mittelamerika, Venezuela, Brasilien.[5]
- Brassia villosa Lindl., Guyana, Brasilien, Peru.[5]
- Brassia wageneri Rchb. f., Guyana, Venezuela, Brasilien, Kolumbien und Peru.[5]
- Brassia warszewiczii Rchb. f. (Syn.: Brassia helenae Rchb. ex Linden), Ecuador.[5]
- Brassia whewellii J.M.H.Shaw: Sie wurde 2014 aus Peru erstbeschrieben.[5]
- Brassia wyllisiana K.G.Lacerda & V.P.Castro, Brasilien.[5]

## Kultur
Gelegentlich sind einige Arten in Kultur zu finden; die Blüten ausgewählter Exemplare weisen einen Durchmesser von 50 Zentimetern auf. Sie benötigen eine hohe Luftfeuchtigkeit.